# Kamal Kharmach
Kamal Kharmach (Antwerpen, 15 november 1991) is een Vlaams stand-upcomedian, presentator en docent bedrijfseconomie aan de Karel de Grote Hogeschool.

## Biografie
Kharmach groeide op in Antwerpen in een gezin met zes kinderen. Middelbare school volgde hij aan het Xaveriuscollege. Nadien studeerde hij sociaal-economische wetenschappen aan de Universiteit Antwerpen. Als jongere schreef hij artikels voor StampMedia, een jongerenpersagentschap. In december 2014 werd hij tweede in de Humo's Comedy Cup in de finale na Lukas Lelie, waarna hij stilaan bekendheid verwierf als comedian.
Kharmach nam in 2015 deel aan De Slimste Mens ter Wereld, waarin hij het tot in de finaleweken wist te schoppen en het daar nog eens vier afleveringen lang uithield.
Kharmach speelde het voorprogramma van Michael Van Peel tijdens zijn eindejaarsconference Van Peel Overleeft 2015. In 2016 speelde hij een rol in de film Everybody Happy van Nic Balthazar.
Tot hij voor VRT begon te werken was hij assistent aan de Universiteit Antwerpen. Beide functies waren echter niet meer te combineren.
Hij leidde anderhalf jaar het vroegere Vlaams-Marokkaans cultuurhuis Daarkom en was later betrokken als bestuurslid bij Darna, vanaf 2017 de opvolger hiervan.
In oktober 2017 ging zijn eerste zaalshow in première: De Schaamte Voorbij.
Van 2017 tot 2019 was hij zaakvoerder van de donutketen Donutello.
In 2018 was Kharmach als presentator te zien op televisiezender Eén, met het programma Het collectief geheugen. Tevens was hij in 2018 te zien in het televisieprogramma Boxing Stars. In datzelfde jaar werd hij gekozen als allereerste ambassadeur voor Warme William.
In 2019 verzorgde Kamal Kharmach voor het eerst een oudejaarsconference, die tijdens de tournee door 20.000 mensen werd bezocht, en op Canvas door 800.000 mensen werd bekeken. In 2020 volgde een tweede oudejaarsconference op Eén die door 930.476 mensen bekeken werd. In 2021 volgde zijn derde eindejaarsconference Mag ik even?.
In 2020 was hij ook te zien in het televisieprogramma Fair Trade als garagist Tarik. In het najaar van 2020 presenteerde hij Andermans zaken, een programma waarin hij ondernemers van kleine noodlijdende bedrijven hielp om hun zaak te redden. Het 2de seizoen is in het voorjaar van 2022 uitgezonden. In 2019 en 2020 was hij jurylid van De Slimste Mens ter Wereld.
In 2022 maakte hij Economedy, een humoristische lezing over economie voor scholieren. In datzelfde jaar gaf hij lezingen over valkuilen voor beginnende ondernemers Een stand van zaken. 
Op 31 december 2022 werd zijn vierde eindejaarsshow, Mag ik even? 2022 uitgezonden op Eén. Hij trekt ook in 2023 nog met deze show langs uitverkochte Vlaamse theaterzalen. Vanaf januari 2023 presenteert hij de quiz 1 jaar gratis op Eén. In het najaar van 2023 presenteert hij met Kristel Verbeke het programma Geld gezocht op VRT 1. Hiervoor pluist hij de uitgaven en inkomsten uit van gezinnen die problemen met hun budget ervaren.
Zijn vijfde eindejaarsshow Mag ik even? had in januari 2024 veel succes met 1,3 miljoen kijkers op VRT 1.
Kharmach is sinds 2024 een van de teamleden van het consumentenprogramma WinWin op Radio2. In het gelijknamige televisieprogramma, dat in januari 2025 op VRT 1 werd uitgezonden, presenteert hij de rubriek "Top of flop", waarin hij gadgets uittest. Op 1 januari 2025 werd zijn zesde eindejaarsconference, waarmee hij in Vlaanderen  optreedt, uitgezonden op VRT 1. De opname vond plaats in de Arenbergschouwburg in Antwerpen.

## Televisie

### Acteur

#### Televisie
- Fair Trade (2021) - als Tarik

#### Film
- Everybody Happy (2016) - als Farouk

### Presentator
- Marble Mania (2022) - voice-over
- Andermans zaken (2020, 2022, 2024)
- Het collectief geheugen (2018)
- 1 jaar gratis (2023-heden)
- Geld gezocht (2023)
- WinWin - rubriek Top of flop (2025)
- Kastaars! (2025-heden) - samen met Ruth Beeckmans en Rik Verheye

### Panellid/kandidaat
- The Masked Singer (2023) - als gastspeurder
- Code van Coppens (2022) - als zichzelf samen met Kürt Rogiers
- I Can See Your Voice (2022) - als panellid
- Snackmasters (2021) - als kandidaat met William Boeva
- Twee tot de zesde macht (2021)
- Ik u ook (2020)
- Veel Tamtam (2020)
- Opvoeden doe je zo (2020)
- De Positivo's (2020)
- Beste kijkers (2020)
- De Slimste Mens ter Wereld (2019-2020) - als jurylid
- Donderen in Keulen (2019)
- Vrede op aarde (2019-2021) - als jurylid
- De drie wijzen (2018)
- Boxing stars (2018)
- De allesweter (2015-2017)

## Zaalshows
- De schaamte voorbij (2017)
- Eindejaarsconference Mag ik even? (2019 - heden)

## Privé
Kharmach kampt met overgewicht. In de periode 2014-2015 vermagerde hij van 201 kilogram naar 75 kilogram, toch blijft hij worstelen met zijn gewicht.